# András Parti
András Parti (ur. 18 września 1982 roku w Budapeszcie) – węgierski kolarz górski, trzykrotny olimpijczyk, uczestnik igrzysk olimpijskich w Pekinie (2008), Londynie (2012), i Rio de Janeiro (2016).

## Życiorys
Swoją karierę rozpoczął w 1997 roku. W grudniu 2007 roku został wybrany najlepszym zawodnikiem górskim na Węgrzech. Następnie podpisał kontrakt z niemiecką drużyną SRM Stevens. W 2011 roku na mistrzostwach Europy zajął 24. miejsce, zaś na mistrzostwach Świata zajął 53. miejsce. W 2013 roku na mistrzostwach świata zajął 29. miejsce. W 2014 roku był 18. na mistrzostwach Europy.

### Igrzyska olimpijskie
W styczniu 2008 został zgłoszony do drużyny olimpijskiej. W wyścigu w Pekinie zajął 23. miejsce.
W kwietniu 2012 ponownie nominowano go do drużyny olimpijskiej. Podczas Igrzysk Olimpijskich w Londynie w 2012 na odcinku toru zahaczył o skalistą część toru i musiał zostać przewieziony do szpitala, co spowodowało jego automatyczną dyskwalifikację.
W 2016 na igrzyskach w Rio ukończył wyścig z czasem 1:40:20, co uplasowało go na 24. miejscu w końcowej klasyfikacji.